# Jeff Sluman

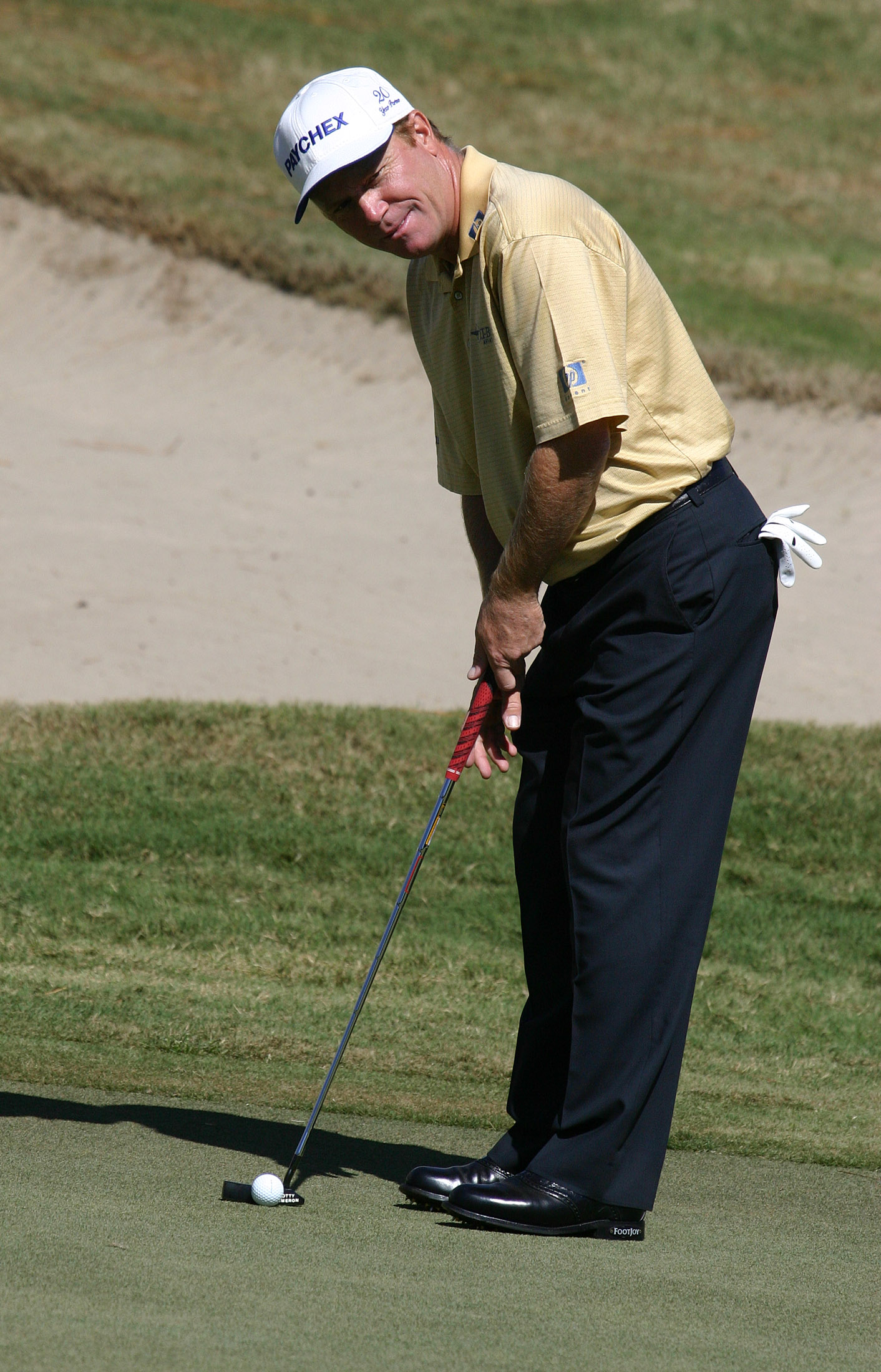
Jeff Sluman

Jeff Sluman, född 11 september 1957 i Rochester i New York, är en amerikansk golfspelare.
Under sin uppväxt hade Sluman inga planer på att bli golfspelare. Han kom i kontakt med golfen första gången då han var fyra år men det var först efter college som han bestämde sig för att bli golfspelare. Han blev professionell 1980 och kom med på den amerikanska PGA-touren 1982 där han i november 2005 hade vunnit sex tävlingar.
Han vann majortävlingen PGA Championship 1980 på Oak Tree GC i Edmond i Oklahoma. Han gick de fyra rundorna på 272 slag och vann med tre slag över Paul Azinger.
Hans stora intressen är gamla bilar, aktiemarknaden och att samla på viner. Han har över 2000 flaskor i sin samling.

## Meriter

### Majorsegrar
- 1988 PGA Championship

### PGA-segrar
- 1997 Tucson Chrysler Classic
- 1998 Greater Milwaukee Open
- 1999 Sony Open in Hawaii
- 2001 B.C. Open
- 2002 Greater Milwaukee Open

### Övriga segrar
- 1999 CVS Charity Classic (med Stuart Appleby)
- 2003 CVS Charity Classic (med Rocco Mediate), Franklin Templeton Shark Shootout (med Hank Kuehne)